# Tarık Dursun K.
 (juin 2024).
La mise en forme du texte ne suit pas les recommandations de Wikipédia : il faut le « wikifier ».
Les points d'amélioration suivants sont les cas les plus fréquents. Le détail des points à revoir est peut-être précisé sur la page de discussion.
- Les titres sont pré-formatés par le logiciel. Ils ne sont ni en capitales, ni en gras.
- Le texte ne doit pas être écrit en capitales (les noms de famille non plus), ni en gras, ni en italique, ni en « petit »…
- Le gras n'est utilisé que pour surligner le titre de l'article dans l'introduction, une seule fois.
- L'italique est rarement utilisé : mots en langue étrangère, titres d'œuvres, noms de bateaux, etc.
- Les citations ne sont pas en italique mais en corps de texte normal. Elles sont entourées par des guillemets français : « et ».
- Les listes à puces sont à éviter, des paragraphes rédigés étant largement préférés. Les tableaux sont à réserver à la présentation de données structurées (résultats, etc.).
- Les appels de note de bas de page (petits chiffres en exposant, introduits par l'outil «  Source ») sont à placer entre la fin de phrase et le point final[comme ça].
- Les liens internes (vers d'autres articles de Wikipédia) sont à choisir avec parcimonie. Créez des liens vers des articles approfondissant le sujet. Les termes génériques sans rapport avec le sujet sont à éviter, ainsi que les répétitions de liens vers un même terme.
- Les liens externes sont à placer uniquement dans une section « Liens externes », à la fin de l'article. Ces liens sont à choisir avec parcimonie suivant les règles définies. Si un lien sert de source à l'article, son insertion dans le texte est à faire par les notes de bas de page.
- La présentation des références doit suivre les conventions bibliographiques. Il est recommandé d'utiliser les modèles {{Ouvrage}}, {{Chapitre}}, {{Article}}, {{Lien web}} et/ou {{Bibliographie}}. Le mode d'édition visuel peut mettre en forme automatiquement les références.
- Insérer une infobox (cadre d'informations à droite) n'est pas obligatoire pour parachever la mise en page.

Pour une aide détaillée, merci de consulter Aide:Wikification.
Si vous pensez que ces points ont été résolus, vous pouvez retirer ce bandeau et améliorer la mise en forme d'un autre article.
Tarık Dursun K., né le 26 mai 1931 et mort le 11 août 2015, est un poète, écrivain et réalisateur turc ,.
Tarık Dursun K. est né à Izmir en 1931. Il n'a pas pu terminer ses études parce que son père a quitté la maison. Il passe ensuite l’examen final et obtient son diplôme d’études secondaires en 1950. Lorsqu'il était jeune, il a exercé divers métiers tels que vendeur de boulettes de viande, distributeur de journaux, commis à la bascule dans des magasins de tabac et de figues, libraire et collecteur de billets de bus. Les questions qu'il aborde dans ses œuvres, telles que les problèmes des travailleurs, les problèmes sociaux et la solitude, sont liées à ces périodes de la vie de l'auteur ,.
En 1949, il écrit des articles de critique cinématographique dans le journal Anadolu. Entre 1955 et 1958, il travaille dans les journaux Son Havadis, Pazar Postası, Yenigün et Ulus. Il a travaillé comme secrétaire aux nouvelles étrangères au journal Son Posta en 1960 et au journal Vatan en 1962. Il a travaillé comme rédacteur d'articles dans la Republic Encyclopedia depuis le début des années 1960. Il a écrit des critiques de cinéma dans les magazines Pazar Postası et Akis. Il a ouvert la librairie Kural en 1969, a écrit des articles sur la promotion de livres dans le journal Milliyet et a dirigé les publications Milliyet. Il a publié un magazine intitulé 'Livres aujourd'hui' en 1973 et a été l'un des fondateurs de Koza Publications en 1975 ,.
En 1962, il se tourne vers la réalisation cinématographique avec le film policier "Il y a du sang entre nous". Il réalise les films "Intimidateur intrépide" (1963), "Amis de l'enfer" (1964), "Les papillons volent double" (1964). Il a publié le mensuel ''Yeni Sinema'' avec le critique Ali Gevgilili. Tarık Dursun K, qui a également travaillé comme scénariste et assistant réalisateur, a écrit le scénario de la série de cinq épisodes "Aliş ile Zeynep", réalisée par Yücel Çakmaklı, en 1985.
Il a commencé l'art avec la poésie en 1949 et a publié un livre de poésie commun avec Cengiz Tuncer intitulé "Devrialem" en 1951. Plus tard, il a commencé à écrire des histoires. Il a changé son nom de famille en 'K.' à la suite de la confusion de leurs noms lors d'un concours auquel il a participé avec son frère Faruk Kakınç ,.
Il a écrit des œuvres dans de nombreux genres tels que des romans, des contes de fées, des essais, des scénarios, des mémoires, des livres pour enfants et des récits de voyage.
Tarık Dursun, qui vivait à Izmir, Foça et Karşıyaka, est décédé des suites d'une insuffisance respiratoire le 11 août 2015 à 16h00 à Izmir. Son corps a été enterré au cimetière d'Izmir Çiğli .
Dans ses premiers livres, Tarık Dursun K. décrit les aventures de jeunesse des habitants des quartiers populaires d'Izmir et d'autres villes de la mer Égée, l'exploitation de leur travail et les crimes commis au nom de l'honneur.
Il a représenté les meurtres, l'humiliation des femmes, divers pans de la vie des ouvriers des usines, du bâtiment et de la mer, des commerçants et des petits fonctionnaires, en profitant des particularités du langage cinématographique.
Le langage des romans de Tarık Dursun K. est assez simple et fluide en raison de leur réalisme social. L'auteur a inclus des mots qui peuvent servir d'exemples de langage social dans chacun de ses romans. Il a également transcrit le langage parlé en écrit ,.

## Travaux

### Histoire
- Hasangiller (1955)
- Vezir Düşü (1957)
- Güzel Avrat Otu (1960)
- Sevmek Diye Bir Şey (1965)
- Aşkın Dünü Bugünü Yarını (1966)
- Yabanın Adamları (1967)
- 36 Kısım Tekmili Birden (1970)
- Bağrıyanık Ömer ile Güzel Zeynep (1972)
- Bahriyeli Çocuk (1976)
- İmbatla Dol Kalbim (1982)
- Ona Sevdiğimi Söyle (1984)
- Ömrüm Ömrüm (1987)
- Hikâyeler: Öyküler (1992)
- Aşk Allahaısmarladık (1993)
- Dulevi (2003)

### Romans
- Rıza Bey Aile Evi (1957)
- İnsan Kurdu (1959)
- Sabah Olmasın (1967)
- Denizin Kanı (1968)
- Kopuk Takımı (1969)
- Gün Döndü (1974)
- Kayabaşı Uygarlığının Yükselişi ve Birdenbire Çöküşü (1980)
- Alçaktan Uçan Güvercin (1980)
- Kurşun Ata Ata Biter (1983)
- İyi Geceler Dünya (1986)
- Bağışla Onları (1989)
- Ağaçlar Gibi Ayakta (1990)
- Bizimkisi Zor Zenaat (1990)
- Yaz Öpüşleri (1996)
- Göl Hafif Çalkantılı Olacak (1997)
- Alo Harika Hanım Nasılsınız (1999)

### Littérature jeunesse
- Ezop Masalları (1966)
- Deve Tellal Pire Berber İken (1970)
- Diğer: Taşbasması (1972)
- Bir Küçücük Aslancık Varmış (1978)
- Hoşçakal Küçük (1979)
- Anadolu Masalları: Gel Zaman, Git Zaman (1983)
- Otobüsüm Kalkıyor (1990)
- İyilikçi Tilki (1991)
- Kerem’i Kimse İstemiyor (1997)
- Kırmızı Kedi (1998)
- Yaramaz Kuzu (1998)
- Her Gece Bir Masal-Güzel Uykular Alara (2002).

### Poème
- Devriâlem (1951)

### Prose
- Ünlü Sinema Rejisörleri (1963)
- Bir Damla Kan Bir Damla Petrol (1965)
- Edebiyat Üstüne Narin (1993)
- Ben Unutmadan (1994)
- Şu Acayip Dünya (1995)
- Geçti Akşam Suları (Ben Unutmadan-2, 1997).

### Scénario
- Aşkın Dünü, Bugünü, Yarını (1966)